# Afterlife (Arcade Fire)
Afterlife is een nummer van de Canadese indie rockband Arcade Fire uit 2013. Het is de tweede single van hun vierde studioalbum Reflektor.
In tegenstelling tot voorganger Reflektor, deed "Afterlife" het een stuk minder goed in de hitlijsten. Het nummer flopte bijvoorbeeld in Canada met een 100e positie. In Nederland bereikte het nummer geen hitlijsten, terwijl het in Vlaanderen wel een bescheiden succesje werd met een 3e positie in de Tipparade.